# Special Moves
A Special Moves a Mogwai első koncertalbuma, amelyet 2010. augusztus 23-án adott ki a Rock Action Records az Egyesült Királyságban és az Amerikai Egyesült Államokban.
Néhány példányhoz mellékelték a Burning című koncert-DVD-t is, amely az azonos koncerteken felvett dalokat tartalmazza.

## Leírás
A lemez dalait 2009. április 27–29. között vették fel a brooklyni Music Hall of Williamsburgben.
A Special Moves CD és kétlemezes LP formátumokban érhető el, ez 11 dalt tartalmaz; a három hanglemezt tartalmazó kibővített kiadáson még további hat található. Ez utóbbihoz mellékelték a Burning koncert-DVD-t amely nyolc, a hanglemezeken már szereplő számot tartalmaz. A kibővített kiadást a zenekar webáruházából korlátozott ideig megvásárlók egy kódot kaptak, amellyel a harmadik lemez hat dalát letölthették.

## Számlista
| 1.    | I’m Jim Morrison, I’m Dead                   | 6:02  |
| 2.    | Friend of the Night                          | 5:30  |
| 3.    | Hunted by a Freak                            | 4:07  |
| 4.    | Mogwai Fear Satan                            | 11:43 |
| 5.    | Cody                                         | 6:11  |
| 6.    | You Don’t Know Jesus                         | 5:31  |
| 7.    | I Know You Are but What Am I                 | 4:05  |
| 8.    | I Love You, I’m Going to Blow Up Your School | 7:57  |
| 9.    | 2 Rights Make 1 Wrong                        | 9:06  |
| 10.   | Like Herod                                   | 10:38 |
| 11.   | Glasgow Mega-Snake                           | 3:51  |
| 74:42 |                                              |       |

| 12. | Yes! I Am a Long Way from Home | 5:48 |
| 13. | Scotland’s Shame               | 6:30 |
| 14. | New Paths to Helicon, Pt. 1    | 8:40 |
| 15. | Batcat                         | 5:47 |
| 16. | Thank You Space Expert         | 7:06 |
| 17. | The Precipice                  | 7:02 |

| 1. | The Precipice               | 7:02  |
| 2. | I’m Jim Morrison, I’m Dead  | 6:02  |
| 3. | Hunted by a Freak           | 4:07  |
| 4. | Like Herod                  | 10:38 |
| 5. | New Paths to Helicon, Pt. 1 | 8:40  |
| 6. | Mogwai Fear Satan           | 11:43 |
| 7. | Scotland’s Shame            | 6:30  |
| 8. | Batcat                      | 5:47  |

## Fogadtatás
Az album főleg pozitív értékeléseket kapott, melyhez nagyban hozzájárult a mellékelt DVD. Noel Gardner, a BBC munkatársa a következőket mondta: „az album kiugraszt a bőrödből”; a Mojo szerint „egy monolitikus alkotás [a zenekar] munkájához”. Az AnyDecentMusic? kritikákat összegyűjtő oldalon 7,7 pontot kapott.

## Közreműködők

### Mogwai
- Stuart Braithwaite – gitár
- Dominic Aitchison – basszusgitár
- Martin Bulloch – dob
- Barry Burns – gitár, billentyűk
- John Cummings – gitár, producer

### Gyártás
- Stephen Wright – hangmérnök

## Fordítás
Ez a szócikk részben vagy egészben  a   Special Moves című angol Wikipédia-szócikk ezen változatának fordításán alapul.  Az eredeti cikk szerkesztőit annak laptörténete sorolja fel. Ez a jelzés csupán a megfogalmazás eredetét és a szerzői jogokat jelzi, nem szolgál a cikkben szereplő információk forrásmegjelöléseként.